# ماهیزان سفلی
ماهیزان سفلی، روستایی در دهستان داجیوند بخش مرکزی شهرستان هلیلان در استان ایلام ایران است.

## جمعیت
بر پایه سرشماری عمومی نفوس و مسکن در سال ۱۳۹۵، جمعیت این روستا برابر با ۱۲۵ نفر (۳۳ خانوار) بوده‌است.